# Zundamochi

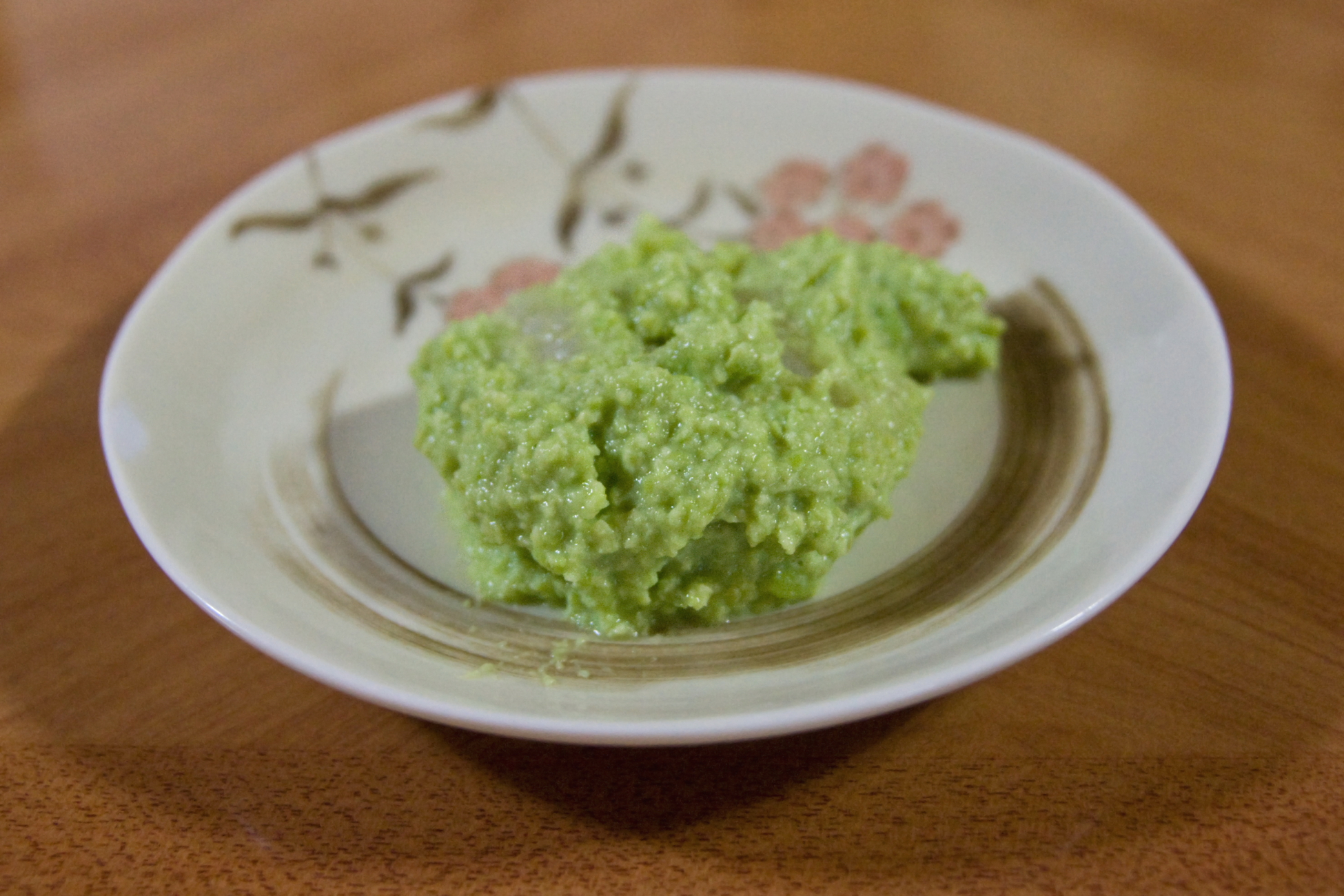
Zundamochi

Zundamochi (jap. ずんだ餅) ist eine aus Sojabohnen hergestellte japanische Süßspeise. Es ist eine regionale Spezialität aus Tōhoku und weist eine auffallend grüne Färbung auf.

## Ursprung
Zundamochi gehören zur regionalen Küche der Präfekturen Miyagi und Yamagata, werden aber auch zum Teil in den angrenzenden Präfekturen zubereitet. In den letzten Jahren bieten mehr und mehr Süßwarenmanufakturen im gesamten Land die Süßspeise an, teils auch in neu kreierten Variationen mit Adzukibohnen oder Sesamsamen.

## Herstellung
Zur Herstellung von Zundamochi werden gekochte grüne Sojabohnen (edamame) geschält, gestampft und mit Zucker und etwas Salz vermischt. Die so entstandene Paste wird auf Mochi (Reiskuchen) aufgetragen, bis diese völlig überzogen sind.
Aufgrund des hohen Wasseranteils des Mochi sollte das fertige Gericht bald verzehrt werden, da es sonst austrocknet und Geschmacksverlust eintritt.